# تیم ملی بسکتبال بوتسوانا
تیم ملی بسکتبال بوتسوانا ، نماینده بوتسوانا در مسابقات بین‌المللی بسکتبال است .  این تیم توسط فدراسیون بسکتبال بوتسوانا اداره می شود.